# Nerf thoracique long

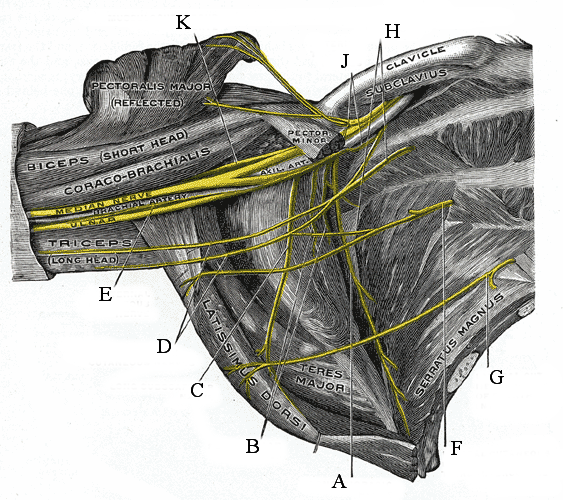
Creux axillaire, le nerf thoracique long est noté A

Le nerf thoracique long (ou nerf respiratoire de Charles Bell ou nerf respiratoire externe ou nerf du muscle grand dentelé) est un nerf moteur du thorax et du membre supérieur.

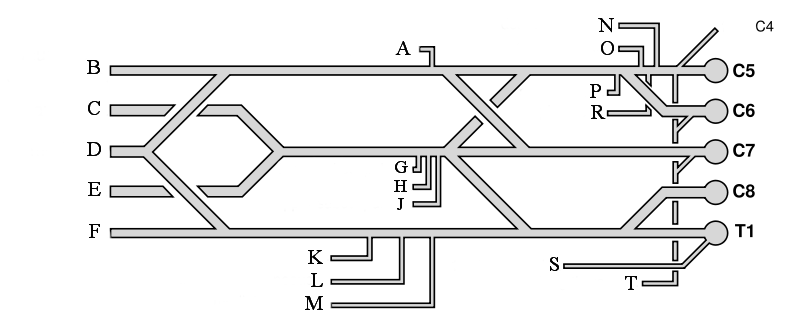
Le nerf thoracique long est noté T

## Origine
Le nerf thoracique long nait des nerfs spinaux cervicaux C5, C6 et C7 avant leur jonction formant le tronc supérieur du plexus brachial.

## Trajet
Le nerf thoracique long longe la face postérieure du plexus le long de la paroi latérale du thorax derrière l'artère thoracique latérale.
Il longe la surface du muscle dentelé antérieur libérant un rameau à chaque digitations du muscle.

## Zone d'innervation
Le nerf thoracique long innerve le muscle dentelé antérieur, abaisseur de la ceinture scapulaire, élévateur du moignon de l'épaule et inspirateur accessoire.

## Historique
C'est le chirurgien écossais Charles Bell qui a laissé son nom à ce nerf.